# 303 Жозефіна
303 Жозефі́на (303 Josephina) — астероїд головного поясу, відкритий 12 лютого 1891 року.